# Can Roca (Bigues)
Can Roca és una masia del poble de Bigues, en el terme municipal de Bigues i Riells, a la comarca catalana del Vallès Oriental.
Es troba en el sector central-nord del terme, a llevant de Can Feliuà, i una mica més al nord, de Can Tàpies, a llevant de Coll Ventós, al sud-oest de Can Bori i al nord-est de Can Piler. És en un trencant d'aigües a l'esquerra del torrent de la Font de la Guilla i a la dreta del Sot de Can Cogullada.
Està inclosa en el Catàleg de masies i cases rurals de Bigues i Riells.